# Пољак (Сански Мост)
Пољак је насељено мјесто у Босни и Херцеговини у општини Сански Мост које административно припада Федерацији Босне и Херцеговине. Према попису становништва из 1991. у насељу је живјело 522 становника.

## Становништво
| Националност       | 1991.        | 1981.        | 1971.        |
| Хрвати             | 370 (70,88%) | 582 (60,75%) | 592 (73,26%) |
| Муслимани          | 56 (10,72%)  | 283 (29,54%) | 146 (18,06%) |
| Срби               | 38 (7,27%)   | 38 (3,96%)   | 64 (7,92%)   |
| Југословени        | 37 (7,08%)   | 44 (4,59%)   | 6 (0,74%)    |
| остали и непознато | 21 (4,02%)   | 11 (1,14%)   | 0            |
| Укупно             | 522          | 958          | 808          |